# هيلين هارت
هيلين هارت (بالإنجليزية: Helen Hart)‏ هي عالمة أمراض أمريكية، ولدت في 2 سبتمبر 1900 في جينسفيل في الولايات المتحدة، وتوفيت في 1971 في غرانتس باس في الولايات المتحدة.